# Francisco de Paula Victor
Dom Francisco de Paula Victor (Paraisópolis, 11 de novembro de 1935 — Brasília, 21 de novembro de 2018) foi um bispo católico brasileiro. Foi bispo auxiliar da Arquidiocese de Brasília.

## Biografia
Graduado em Química pela Universidade Federal de Minas Gerais, foi ordenado padre no dia 1 de dezembro de 1990. Em 1996 foi nomeado bispo titular de Turres in Numidia e auxiliar de Brasília. Recebeu a ordenação episcopal das mãos de Dom José Freire Falcão. Seu lema episcopal é Humilibus Consentire.

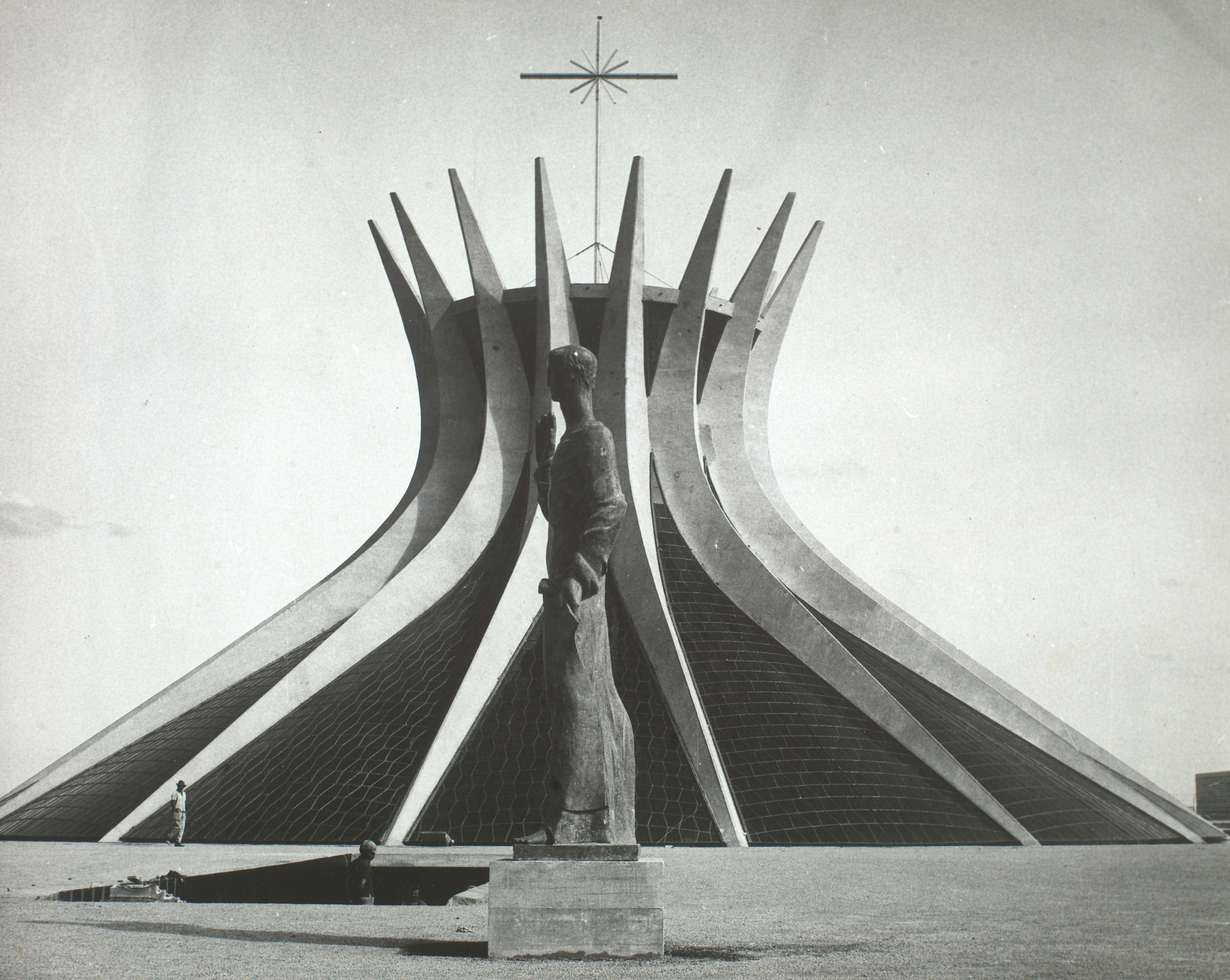
Arquidiocese de Brasília, onde Francisco de Paula Victor trabalhou como bispo.

Ao completar 75 anos de idade, encaminhou à Santa Sé seu pedido de renúncia, que foi aceito em fevereiro de 2011, quando então tornou-se bispo auxiliar emérito de Brasília.